# Sydbank
Die Sydbank A/S ist ein Kreditinstitut mit Sitz in Aabenraa, Dänemark. Sie ist sowohl in Dänemark als auch durch Zweigniederlassungen in Deutschland tätig.

## Geschichte
Die Sydbank entstand im Jahr 1970 durch Fusion vier regionaler südjütländischer Banken:
- Den Nordslesvigske Folkebank, Aabenraa
- Gråsten Bank, Gråsten
- Folkebanken for Als og Sundeved, Sønderborg
- Tønder Landmandsbank, Tønder

Die älteste dieser vier Banken, die Tønder Landmandsbank, wurde im Jahr 1901 gegründet.

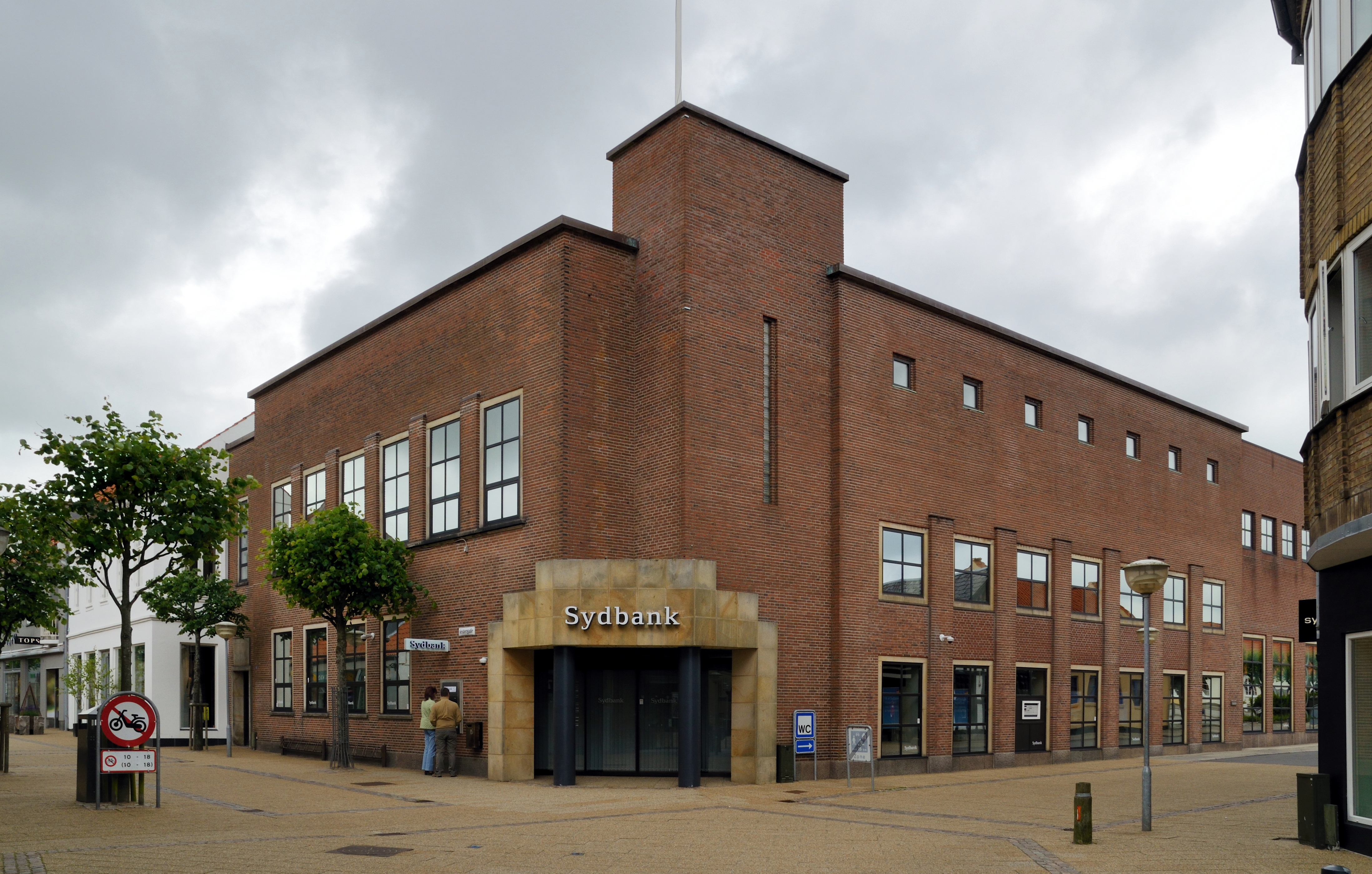
Sydbank Filiale in Varde, früherer Sitz der 1994 übernommenen Varde Bank

Ab Anfang der 1980er Jahre expandierte die Sydbank stark. Es folgten weitere Fusionen und Übernahmen: Im Jahr 1983 wurde die Århus Bank übernommen, 1984 die Fynske Bank. 1987 wurden Teile der insolventen Kopenhagener 6. Juli Banken übernommen. Im Jahr 1990 folgte die Fusion mit der Sparekassen Sønderjylland. Mit Wirkung zum 1. Januar 1994 übernahm die Sydbank 30 Filialen im Westen Jütlands von der insolventen Varde Bank. Kurz darauf, im Mai 1994 kaufte die Sydbank die Aktivbanken in Vejle vom Versicherungskonzern Topdanmark und gliederte die 40 Filialen im Osten Jütlands ebenfalls in ihr Filialnetz ein. 2002 wurde die Egnsbank Fyn in Odense übernommen, 2008 die bankTrelleborg in Slagelse. Das Geschäftsgebiet erweiterte sich so um die Inseln Fünen und Seeland. Damit ist die Sydbank heute fast flächendeckend in ganz Dänemark vertreten.
Heute ist sie die einzige Bank im Grenzgebiet, die über Filialen in Deutschland und in Dänemark verfügt.
Anfang November 2012 übernahm die Sydbank die Bankaktivitäten sowie die Filialen der Tønder Bank A/S mit Sitz in Tønder (Tondern), nachdem dort bei einer Überprüfung durch die dänische Bankenaufsicht ein erheblicher Wertberichtigungsbedarf festgestellt wurde und die Tønder Bank nicht in der Lage war, das erforderliche Kapital aufzubringen.
Ende des Jahres 2013 wurde die Aktienmehrheit an der DiBa A/S in Næstved erworben („DiskontoBanken“, nicht zu verwechseln mit der deutschen ING-DiBa).
Im Oktober 2020 wurde die Banktochter des Versicherungsunternehmens Alm. Brand für 1,83 Mrd. DKK (ca. 250 Mio. Euro) übernommen.

## Zahlen und Fakten
Im Jahr 2010 beschäftigte die Sydbank A/S insgesamt etwa 2.300 Mitarbeiter und betreute rund 390.000 Kunden. Im gleichen Jahr verzeichnete die Bank einen Umsatz von 1,42 Milliarden Euro und gehörte damit zu den größten Unternehmen in Dänemark.

## Tochterunternehmen
Sydbank (Schweiz) AG i.L., St. Gallen
Die Tochtergesellschaft Sydbank (Schweiz) AG mit Sitz im schweizerischen St. Gallen wurde Anfang 2003 zur Durchführung ausländischer Private-Banking-Aktivitäten gegründet. Im Rahmen einer Neuausrichtung Ende 2011 wurden diese Aktivitäten an die Sydbank Deutschland in Flensburg übertragen. Teile des Kundenstammes wurden durch den schwedischen Nordea-Konzern übernommen. Die Sydbank (Schweiz) AG beschäftigte zuletzt 27 Mitarbeiter und befindet sich inzwischen in Liquidation.

## Sydbank Deutschland
In Deutschland ist die Sydbank als Zweigniederlassung (gem. § 53b Kreditwesengesetz) tätig. Neben der deutschen Hauptniederlassung in Flensburg bestehen noch Filialen in Hamburg und Kiel.
Die erste deutsche Filiale wurde 1984 in Flensburg gegründet. Bereits ein Jahr später, 1985, wurde die Filiale in Hamburg eröffnet. Im Jahr 2007 wurden Teile des Kundenstammes sowie die Geschäftsräume der ehemaligen Bank Companie Nord AG in Kiel übernommen und damit die Filiale im Kieler Sell-Speicher eingerichtet.
Durch die Übernahme der Privatkunden der Gries & Heissel Bankiers AG (inzwischen Eurocity Bank AG) im Jahr 2012 wurde die Kundenbasis um 1.000 Private-Banking-Kunden vergrößert und es kamen Filialen in Wiesbaden und Berlin hinzu. Diese Filialen wurden jedoch bereits zum 30. September 2014 wieder aufgegeben.
Die Sydbank hat in Deutschland rund 12.000 Kunden bei einer Bilanzsumme von 650 Mio. EUR (Stand Ende 2011) und beschäftigt rund 100 Mitarbeiter.
Die Sydbank Deutschland ist Mitglied im Bundesverband deutscher Banken e.V. und dessen Einlagensicherungsfonds.